# Aurela
Aurela was een Litouwse luchtvaartmaatschappij. Het was een chartermaatschappij met thuisbasis in de hoofdstad Vilnius. Aurela werd opgericht in 1996 en stopte ermee op 18 februari 2013.

## Vloot
De vloot van Aurela bestond uit (november 2007):
- 2 Boeing 757-200
- 2 Boeing B-737-300
- 1 Hawker XP 850